# Венера
Вижте пояснителната страница за други значения на Венера.
Венера е италийска богиня на пролетта, а по-късно – на красотата, любовта и живота. Родила се от морската пяна, Венера била съпруга на бог Вулкан и майка на Купидон (Амур). Изневерявала на Вулкан с Марс и с простосмъртни хора – Адонис, Анхиз (бащата на Еней) и още много други. Аналог на Венера в древногръцката митология е Афродита.
Синът на Афродита се наричал Ерос.
- „Раждането на Венера“ от Ботичели
- „Раждането на Венера“ от Уилям Адолф Бугеро